# Stanisław Szaliński
Stanisław Józef Szaliński (ur. 23 kwietnia 1896 w Anielewie, zm. 27 września 1951 w Londynie) – podpułkownik piechoty Polskich Sił Zbrojnych, działacz niepodległościowy, kawaler Orderu Virtuti Militari.

## Życiorys
Urodził się 23 kwietnia 1896 w Anielewie, w rodzinie Brunona i Natalii ze Żdżarskich. Po ukończeniu 6 klas gimnazjum w Gnieźnie w latach 1912–1915 odbywał praktykę w majątkach ziemskich Czapskich na Pomorzu. Od 1915 był żołnierzem armii niemieckiej. Służył w 44 Pułku Piechoty w Jarocinie, 335 Pułku Piechoty na froncie francuskim i rosyjskim, 49 Pułku Piechoty jako dowódca plutonu (zastępca oficera) pod Verdun. W 1916 odbył kurs aspirantów oficerskich w Biedrusku. Pod koniec 1918 w Gnieźnie stał na czele Polskiej Organizacji Wojskowej. Uczestnik powstania wielkopolskiego podczas którego organizował i dowodził kompanią gnieźnieńską. Brał udział w bitwie pod Szubinem. Otrzymał awans na stopień podporucznika. Od marca 1919 dowodził kompanią ckm w 4 pułku strzelców wielkopolskich. W 1921 został odznaczony Krzyżem Srebrnym Orderu Virtuti Militari. 3 maja 1922 został zweryfikowany w stopniu kapitana ze starszeństwem z 1 czerwca 1919 roku i 1845. lokatą w korpusie oficerów piechoty, a jego oddziałem macierzystym był 58 pułk piechoty. Do 1923 wykonywał w pułku obowiązki dowódcy batalionu, a później krótko był oficerem materiałowym. W 1925 został wysłany na kurs wywiadowczy, a po jego ukończeniu został referentem w Oddziale II Sztabu Generalnego, a w 1928 kierownikiem referatu. 18 lutego 1928 prezydent RP nadał mu z dniem 1 stycznia 1928 stopień majora w korpusie oficerów piechoty i 197. lokatą. W latach 1930–1939 pełnił obowiązki zastępcy szefa Wydziału IIB Oddziału II Sztabu Głównego, a we wrześniu 1939 Sztabu Naczelnego Wodza. 
18 września 1939 po przekroczeniu granicy został internowany w Rumunii, skąd uciekł i przedostał się do Francji. Tam przeniesiony do Rezerwy Ośrodka Wyszkolenia Oficerskiego. Po kampanii francuskiej 1940 ewakuowany do Wielkiej Brytanii. Od 1940 pełnił obowiązki dowódcy kompanii ckm 7 Batalionu Kadrowego Strzelców znajdującego się w składzie 3 Brygady Kadrowej Strzelców stacjonującej w Szkocji. Od stycznia 1942 przebywał na kursach oraz wykonywał obowiązki dowódcy batalionu szkolnego w Obozie Wyszkolenia Szturmowego w Centrum Wyszkolenia Piechoty. 27 maja 1945 został awansowany na stopień podpułkownika, a od stycznia 1946 do kwietnia 1947 był dowódcą 3 Batalionu Grenadierów w 4 Dywizji Piechoty stacjonującej w Szkocji. W grudniu 1947 został przeniesiony do rezerwy. Ukończył kurs konserwacji zabytków. Prowadził z dwoma wspólnikami sklep z antykami. Zmarł na zawał serca w Londynie. 
Jego żoną była Helena z Zielińskich, z którą miał córkę Halinę Marię (ur. 15 maja 1927).

## Ordery i odznaczenia
- Krzyż Srebrny Orderu Virtuti Militari nr 4626[1][2]
- Krzyż Niepodległości – 20 lipca 1932 „za pracę w dziele odzyskania niepodległości”[12]
- Krzyż Kawalerski Orderu Odrodzenia Polski – 16 marca 1934 „za zasługi na polu bezpieczeństwa wojska”[13]
- Krzyż Walecznych dwukrotnie[14][15]
- Złoty Krzyż Zasługi – 10 listopada 1928 „w uznaniu zasług położonych na polu pracy w poszczególnych działach wojskowości”[16][17]
- Medal Pamiątkowy za Wojnę 1918–1921[14]
- Medal Dziesięciolecia Odzyskanej Niepodległości[14]
- Kawaler Orderu Legii Honorowej[2]